# Jajapur (distrikt)
Jajpur är ett distrikt i Indien.   Det ligger i delstaten Odisha, i den östra delen av landet, 1 300 km sydost om huvudstaden New Delhi. Antalet invånare är 1 827 192.
Följande samhällen finns i Jajpur:
- Jājpur
- Daitari